# Уондърленд
Уондърленд (на английски: Wonderland) е британско/ирландска изцяло дамска поп група, създадена през 2008 година с членове Джоди Албърт, Шарон Кондън, Корина Дюран, Лейг Леармонт и Кейси Смит.

## Дискография

### Студийни албуми
- „Wonderland“ (2011)

### EP албуми
- „Introduction To Wonderland“ (2011)

### Сингли
- „Not a Love Song“ (2011)
- „Starlight“ (2011)
- „Nothing Moves Me Anymore“ (2011)
- „Need You Now“ (2011)

## Видеоклипове
| Видеоклип                | Премиера | Албум      |
| ------------------------ | -------- | ---------- |
| Not a love song          | 2011     | Wonderland |
| Starlight                | 2011     | Wonderland |
| Nothing moves me anymore | 2011     | Wonderland |
| Need you now             | 2011     | Wonderland |